# Mudaria variabilis
Mudaria variabilis är en fjärilsart som beskrevs av Walter Karl Johann Roepke 1916. Mudaria variabilis ingår i släktet Mudaria och familjen nattflyn. Inga underarter finns listade i Catalogue of Life.